# エデッサの戦い
エデッサの戦い（エデッサのたたかい、イタリア語：Battaglia di Edessa）は、260年に、シャープール1世が率いるサーサーン朝（ペルシア）とウァレリアヌスが率いるローマ帝国軍との間で行われた戦闘である。戦いに敗れて捕虜となった皇帝ウァレリアヌスがペルシアに連行されたことでも知られる。

## 概要

### 経緯
241年にサーサーン朝（ペルシア）のシャーとなったシャープール1世は、即位当初の243年にローマ皇帝ゴルディアヌス3世の側近ガイウス・フリウス・サビニウス・アクイラ・ティメシテウス率いるローマ軍とのレサエナの戦い（en）に敗北したが、ティメシテウスが陣没した1年後の244年にMisicheの戦い（en）でローマ軍を撃破し、ゴルディアヌスを敗死に追いやった。シャープールはゴルディアヌスの後継皇帝となったピリップス・アラブスとの間でペルシアに有利な条件での和睦を結んだ。
ピリップスの在位中はペルシアとローマの間で大きな戦闘は無かったが、ウァレリアヌスが皇帝となった前後よりペルシア軍はたびたびローマ帝国領への侵攻を行い、253年にはバルバリッソスの戦い（en）でローマ軍に勝利を収めて、ドゥラ・エウロポスやアンティオキアを占領した。
256年にローマはペルシア軍をアンティオキアなどの占領地より追い出したが、更にペルシアへの報復を果たすためにウァレリアヌスはプラエトリアニを含むローマ軍約7万を率いて、ペルシア方面へと親征した。

### 戦闘
ローマ軍とペルシア軍はカルラエ（現：ハッラーン）やエデッサ（en、現：シャンルウルファ）で小規模な戦闘を繰り返したが、最終的にペルシア軍がローマ軍を撃破して、ウァレリアヌスはペルシア軍の捕虜となったと伝わっている。
5世紀後半の歴史家ゾシモスは、ウァレリアヌスはペルシアとの和平交渉の最中に騙されて捕虜となったとし、ラクタンティウスは、シャープールが騎乗する際にウァレリアヌスを踏み台として辱めたとそれぞれ伝えている。ただし、18世紀の歴史家エドワード・ギボンは英邁な君主であったシャープールが自らの威厳を失墜させかねないこれらの行為をするとは考え難いと記している。なお、ナクシュ・イ・ルスタムの磨崖像にはウァレリアヌスが騎乗するシャープールへ降伏する場面を描いた壁画が残されている。

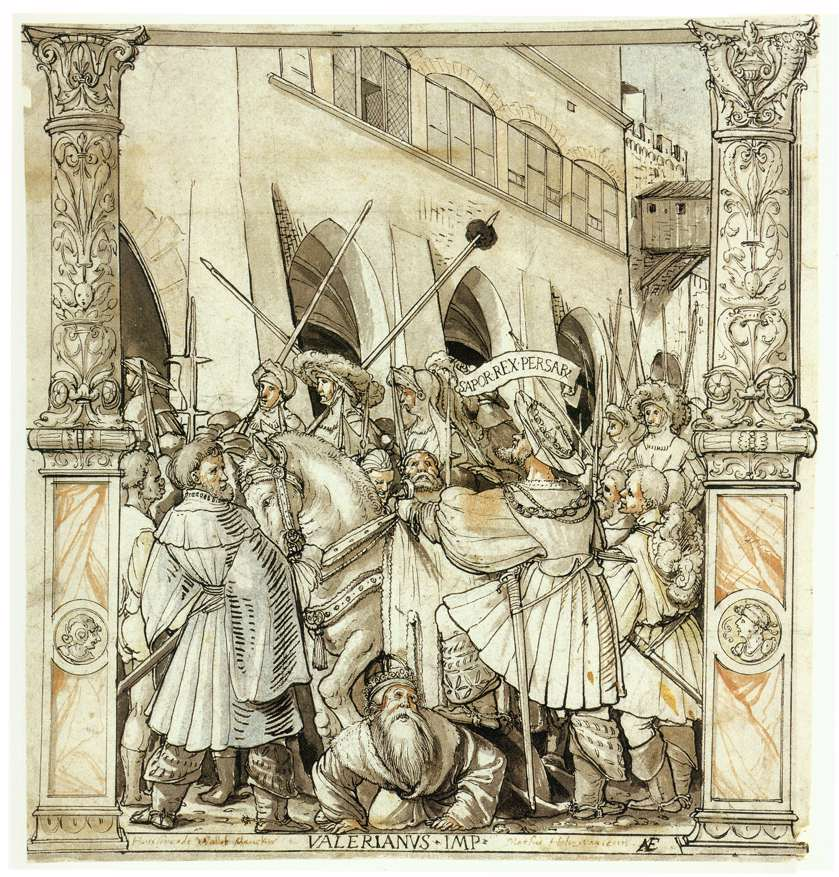
『シャープールによって捕虜となったウァレリアヌス』 "The Humiliation of Valerian by Shapur" ハンス・ホルバインによる1521年の作

なお、エデッサの戦いで約7万のローマ将兵の多くが戦死または捕虜となったこともあり、戦いの全貌については不明な点が多い。いずれにせよ、ごく僅かの死傷者に留まったペルシア軍の大勝であったことは間違いが無い。

### 戦後
シャープールは捕虜としたウァレリアヌスと一部のローマ軍をビシャプール（en）へと送り、同地で良い待遇での生活を行わせた。スーサに建造された「Band-e Kaisar」（皇帝のダム）と称されたダムへローマの技術が用いられたように、シャープールはローマの工学と技術力をペルシアへと取り入れた。
なお、エデッサの戦いから間も無くウァレリアヌスはペルシアにて死去（皮剥ぎの刑に処されたとも）、共同皇帝の地位にあったガッリエヌスが単独のローマ皇帝となった（260年）が、西方属州ではマルクス・カッシアニウス・ラティニウス・ポストゥムスらによってガリア帝国を分離独立し、東方属州ではプラエフェクトゥス・プラエトリオであったバッリスタの支持を得たフルウィウス・マクリアヌス（en）らが皇帝を僭称したように、30人僭帝時代（TYRANNI TRIGINTA）と称する大混乱にローマ帝国は陥った。
シャープールはエデッサでの勝利の余勢を駆ってローマ領への侵攻を図ったが、パルミラを中心とした一帯を治める実力者セプティミウス・オダエナトゥスの軍勢に敗北。ペルシアの西方への進撃が押し留められたのと同時に、その後のパルミラ帝国の成立に繋がることとなった。
エデッサの戦いの結末は、外敵との戦争で初めてローマ皇帝（デキウスおよびヘレンニウス・エトルスクス）が戦死したアブリットゥスの戦いと共に、ローマ帝国の国力の低下を物語る事件となった。一方のペルシアにとってもルキウス・ドミティウス・アウレリアヌスやマルクス・アウレリウス・カルス、ディオクレティアヌスら後代のローマ皇帝からの侵攻を招き寄せる格好の材料ともなった。

## 参考資料
- エドワード・ギボン　『ローマ帝国衰亡史』　中野好夫訳、ちくま学芸文庫